# Peridroma chersotoides
Peridroma chersotoides là một loài bướm đêm thuộc họ Noctuidae. Nó là loài đặc hữu của Maui.